# NGC 3007
NGC 3007 (również PGC 28150) – galaktyka spiralna (S0-a), znajdująca się w gwiazdozbiorze Sekstantu. Odkrył ją Édouard Jean-Marie Stephan 16 marca 1885 roku.